# Batalla de Guapuscal
La Batalla de Guapuscal (o Guapuzcal) fue un enfrentamiento militar librado en las primeras etapas de la independencia de Colombia, en 1811, entre fuerzas realistas y patriotas, con victoria de estas últimas.

## Antecedentes

### Situación previa
La masacre del 2 de agosto de 1810 impidió al gobernador realista, brigadier Manuel Ruiz Urriés de Castilla, restablecer en Quito un gobierno monárquico como el que hubo antes de la primera junta de gobierno. El cabildo se reunió poco después y muchos hablaron indignados por la matanza, resolviendo exigir la salida de las tropas limeñas, un perdón a todos los involucrados en la junta, organizar una guarnición formada por quiteños, dejar entrar al criollo Carlos de Montúfar en la ciudad y formar una nueva junta, esta vez encabezada por el obispo José de Cuero y Caicedo. Lo cierto es que las fuerzas peruanas del coronel Manuel Arredondo, llegadas a la ciudad el 25 de noviembre de 1809, habían actuado como un verdadero ejército de ocupación.
La aristocracia quiteña logró presionar y forma una nueva junta de gobierno, que entró en funciones el 22 de septiembre de 1810, encabezada por el obispo y con la venía del gobernador. Sin embargo, la radicalidad pronto se apropió del movimiento, llevando al asesinato de varios cabecillas realistas, como Ruiz Urriés de Castilla. La reacción de los gobernador monárquicos de Guayaquil y Guayaquil no se hizo esperar, y movilizaron sus recursos con el apoyo del virrey peruano José Fernando de Abascal. Los revolucionarios decidieron contener a sus enemigos al norte y sur, enviando al coronel Carlos de Montúfar contra Guayaquil, ocupando la ciudad de Guaranda después de la retirada del brigadier Joaquín Molina y Zuleta. Luego, entraron en Riobamba el 11 de abril de 1811, donde fueron bien recibidos y se les sumaron las milicias locales.
En cambio, en mayo en Esmeraldas el gobernador y comandante militar inglés Benito Bennet (William Bennet Stevenson) estaba a favor la junta quiteña junto a 50 soldados. El coronel Melchor Aymerich, que estaba en Popayán, convenció a Molina de enviar una fragata armada desde Guayaquil, al mando de un capitán apellidado Ramírez, que llegó de improvisó a Esmeralda y capturó a Bennet. Poco después también tomaban Tumaco, dejando aislada a Quito de cualquier suministro de armas de fuego del exterior. Ramírez permitió a Bennet escapar por mar.

### Campaña
Entonces llegaron las noticias a Quito de que el gobernador de Popayán, teniente coronel Miguel Tacón y Rosique, había sido vencido por los revolucionarios neogranadinos en Bajo Palacé, el 28 de marzo, viéndose forzado a refugiarse en San Juan de Pasto. Los rumores decían que si los neogranadinos dejaban en paz a Tacón por el norte avanzaría contra Quito, así que la junta de gobierno ordenó marchar contra él, declarando la guerra a la ciudad de San Juan el 4 de julio.
En respuesta, los quiteños dispusieron a 300 hombres para vigilar la frontera norte a cargo de los tenientes coroneles Pedro de Montúfar y Feliciano Checa. Sin embargo, Tacón se adelantó hasta Carlozama y cerca del río Bobo capturó una avanzadilla patriota. El jefe monárquico también quiso tener una entrevista personal con el coronel Montúfar, por lo que envió a Antonio Mendizábal a negociar, pero el militar patriota se negó. No sólo eso, el coronel Montúfar envió al teniente coronel Pedro de Montúfar 200 refuerzos con órdenes de establecerse en el paso de Carchi, desde donde pasó a la ofensiva hasta ocupar las alturas de Cuaspud, burlándose de los fuegos de artillería de los coroneles realistas José María de la Villota y Joaquín Uriguen, que intentaron detenerlo. Tacón fue a vigilar a sus tropas personalmente, pero después de algunos días de tiroteos intrascendentes, se retiró a Zapúyes.
Luego, los hombres del teniente coronel Montúfar recibieron aún más refuerzos y Tacón debió retirarse a Imbue, aunque después intentó detener el avance enemigo en Chupadero, fracasando. Tras esta nueva derrota, Tacón se refugió al norte del río Guáitara, que sólo se puede cruzar por algunos puntos porque tiene aguas torrentosas y barrancos profundos. Había cometido un error, creía que los patriotas del Valle del Cauca no intentarían cruzar el río Juanambú, aun más intransitable que el Guáitara, pero pronto le llegaron las noticias que el presidente del Cauca, Joaquín Caicedo, y el comandante de armas de Cundinamarca, general Antonio Baraya, habían partido de Popayán el 22 de julio con 1.120 cundinamarqueses, caleños, palmiranos y bugueños, aunque pronto Baraya enfermó y regresó a Popayán y luego a Santafé de Bogotá con 120 cundinamarqueses.
Sabiendo que proteger una línea defensiva era abandonar la otra y viendo como sus partidarios empezaban a abandonarlo, Tacón decidió retirarse a Patía, cerca de la costa, con la esperanza de reorganizar sus fuerzas y reconquistar Popayán. Para esto dejó al grueso de sus hombres a orillas del Guáitara, mientras él volvía a San Juan con 120 soldados y nombraba a su leal José Nicolás Iriguen corregidor de Los Pastos con órdenes de preparar una previsible retirada a Barbacoas. El jefe realista local era el cabecilla del mayor clan terrateniente de la región, el doctor Tomás de Santacruz, único abogado y hombre de letras en la zona. Con sus dotes de político y vínculos económicos logró ganarse el apoyo de los patricios, el clero y los indígenas, consiguiendo reclutas y financiamiento para las milicias.
Entre tanto, en su avance los neogranadinos quemaron los pueblos que encontraron en el valle de Patía y presentaron un ultimátum el 6 de septiembre, en Mercaderes, al cabildo pastuso exigiendo su capitulación. Estos eventos permitieron a Pedro de Montúfar seguir avanzando, pero algunos pueblos en su retaguardia se alzaron en armas y quedó aislado de Quito. Entonces preparó un ardid, envió 15 voluntarios al campamento enemigo en Contadero, donde fingieron ser pastusos y convencieron a los capitanes realistas de dirigirse a una zona con sus 200 hombres, pero ahí quedaron a tiro de los revolucionarios. Los monárquicos no pudieron huir de la trampa y todos fueron capturados, incluyendo sus jefes, apellidados Corral y Taques, con sus armas y bagajes; el teniente coronel los trató con clemencia. Por su parte, los pastusos en una contestación para Caicedo escrita el 11 de septiembre se mostraron proclives a capitular. El 13 de septiembre, en La Cruz, Caicedo escribió una carta a Santacruz exigiéndole capitular. llegando a saquear la hacienda Panamal, propiedad de Santacruz, como muestra de intenciones. Los miembros del cabildo pastuso se reunieron el 16 de septiembre, tras recibir cartas asegurando la fidelidad al monarca de los jefes patriotas. La ciudad estaba decidida a rendirse a los neogranadinos para evitar su destrucción, pero entonces llegaron noticias de que los quiteños estaban cruzando el Guáitara.

## Fuerzas enfrentadas
El historiador ecuatoriano Pedro Fermín Cevallos afirma que eran 2.000 los quiteños cuando entraron en San Juan, número que su colega colombiano Armando Barona Mesa apoya. En cambio, otro historiador colombiano, Armando Martínez Garnica, los eleva a 5.000 hombres, en lo que concuerda con la historiadora estadounidense Rebecca A. Earle. Esa cifra es a veces apoyada por su colega y compatriota Enrique Herrera Enríquez, aunque en ocasiones la reduce a 3.000 plazas. El historiador colombiano Nicolás González Chávez da el número más bajo, apenas 600 plazas.
Sobre los neogranadinos, el historiador colombiano José Manuel Restrepo decía que Caicedo entró en la ciudad con una vanguardia de 50 hombres seguida después de 600 caleños. En cambio, Barona Mesa dice que entró acompañado de sólo 20 pero luego le siguieron 600. Su compatriota, Luis Gonzaga, afirmaba que eran 1.200 con los que comenzó la campaña contra Pasto. Una cifra mucha más alta da Herrera Enríquez, quien sostiene que 3.000 hombres marcharon contra Pasto desde Cali. Por último, otro historiador colombiano, Jesús María Henao, afirma que eran cerca de 1.000 plazas.
Respecto de los pastusos, Earle los estima en apenas 1.000 plazas, siendo superados cinco a uno por los quiteños. En cambio, Barona Mesa es aún más extremo, cree que no eran más de 500, siendo superados diez a uno. González Chávez da un número intermedio, unos 800.

## Batalla
Las tropas realistas en el Guáitara ocupaban tres pasos. Primero, un punto llamado El Cid a cargo del capitán Blas de la Villota, donde entre los reclutas había un soldado raso llamado Agustín Agualongo. Segundo, un pequeño batallón defendía el paso de Funes. Por último, una tercera unidad bloqueaba el puente del camino real.
Con su retaguardia segura, Pedro de Montúfar ordenó dividir a su ejército en tres y atacar de forma simultánea por tres pasos para cruzar el Guáitara. Una fuerza estaría bajo su mando personal, otra encabezada por el teniente coronel Checa y la última por el capitán Luis Arboleda. Los monárquicos se enteraron y decidieron concentrar sus fuerzas en Funes con la esperanza de vencer a la división que atacara el punto y después preocuparse de las otras dos. Sin embargo, Pedro de Montúfar también se enteró de la maniobra realista y ordenó a Checa y Arboleda unir fuerzas mientras él los seguía en retaguardia. Finalmente, el 16 de septiembre, Checa logró tomar por asalto el paso de Funes, pero Arboleda se confundió (quizás su guía lo traicionó) y terminó en un punto llamado Calabozo, donde era vulnerable al fuego de los fusiles enemigos y no podía atacar sus posiciones por la selva, aunque la misma vegetación le dio protección a la unidad patriota. En tanto, Checa había cruzado el paso Funes y estaba en el campo de Guapuscal, cerca del río Blanco, ahí se mantuvo por dos días en el paso esperando un ataque que los realistas jamás lanzaron, pero después de constantes tiroteos, 80 de sus zapadores se rindieron al agotarse sus municiones.
Sólo cuando la división del teniente coronel Montúfar llegó, unos 600 soldados, el día 20 de septiembre, la situación cambio. Ordenó a 40 fusileros cruzar el río Bobo, cuyas aguas les llegaban hasta el pecho y debieron soportar el tiroteo de 25 soldados y algunos morteros enemigos, y caer sobre la derecha de los realistas que amenazaban a Checa, escalando una colina donde estaba la mayoría al primer intento. Al ver esto, Checa ordenó a sus hombres cargar con las bayonetas contra la izquierda monárquica al mismo tiempo que Pedro de Montúfar ordenaba al resto de sus hombres atacar el centro. Después de esto, las fuerzas realistas quedan deshechas y se retiran, Guapuscal es ocupada y todas las unidades revolucionarias se unen en Yacuanquer.

## Consecuencias

### Ocupación de San Juan
Después de la victoria, Pedro de Montúfar envió a un piquete a ocupar el monte Trocha para que no lo ocuparan sus enemigos. También se envió otra tropa contra los realistas de los comandantes Dupret y Alais, que debieron abandonar el Juananmbú y dejar a Caicedo pasar, mientras el teniente coronel Montúfar siguió con el resto a su objetivo. Los quiteños entraron en San Juan el 22 de septiembre. Con esta victoria parecía que toda resistencia a la independencia en las tierras entre Caracas y Quito había desaparecido.
La ciudad estaba abandonada, excepto por unos pocos que recibieron con aplausos a los vencedores, quienes se hicieron con 413 libras de oro (unos 100.000 pesos) que se había traído Tacón al retirarse de Popayán. Él quería enviarlas a Lima, pero los pastusos no lo dejaron. El espectáculo era similar a cuando Napoleón Bonaparte al ocupar una desierta Moscú en 1812.
Los caleños entraron en la ciudad dos días después que los quiteños, el 24 de septiembre, sin embargo, estos últimos no podían mantenerla y la cedieron, pues su gobierno había sido vencido por los realistas en el sur y necesitaban todas sus fuerzas para defenderse. Cevallos no menciona ningún saqueo, mientras que Restrepo afirma que, cuando Caicedo entró: «Halló la ciudad como una plaza que hubiera sido ocupada por enemigos á viva fuerza». Caicedo ofreció protección a las vidas y propiedades de los que habían huido a los bosques para hacerlos volver, y perdón y ayudas al doctor realista Tomás de Santacruz, quien no aceptó. Según Herrera Enríquez, las tropas quiteñas hicieron destrozos buscando el oro y vengando la derrota de Funes, dándose casos de violaciones y asesinatos de mujeres, niños y ancianos. La población que quedó padeció hambre porque los que huyeron se llevaron todo lo que podían. El teniente coronel Montúfar cedió la ciudad a pesar de algunas resistencia del gobierno quiteño y Caicedo se dedicó a continuar el bloqueo de Barbacoas, comenzado cuatro meses antes por un oficial llamado Mariano Ortiz. Otro problema fue que las ambiciones territoriales de los quiteños aumentaron hasta el río Mayo.

### Guerrillas y gobierno patriota
El 8 de octubre de 1811, Caicedo logró convencer al cabildo de reconocer el nuevo orden. Se estableció un gobierno republicano en San Juan, reconociéndose la autoridad de la junta de gobierno de Bogotá en un cabildo abierto presidido por Caicedo el 13 de octubre, donde también se declaró a la ciudad hermanada con Popayán y sus autoridades civiles y religiosas juraron lealtad a la causa revolucionaria. Las autoridades patriotas proclamaron su respeto al rey Fernando VII de España y a la Iglesia católica y su rechazo a los franceses. Ante la resistencia guerrillera, Caicedo publicó un decretó en San Juan el 23 de noviembre, acusando a los sacerdotes de promover la lealtad a Tacón. Luego estableció castigos a toda persona relacionada con las guerrillas, destierro, pérdida de bienes, prisión elevada y hasta pena capital, haciéndose distinciones entre plebeyos y patricios a la hora de administrar justicia. Esta política y el insultar públicamente a los líderes religiosos sólo le ganaron el odio popular.
En Quito, el gobierno le entregó el 15 de octubre un medallón a los ahora coroneles Pedro de Montúfar y Feliciano Checa, con un grabado del Guáitara, una torre representando San Juan y el lema: «Vencido el Gibraltar Americano». Sin embargo, el 20 de septiembre Carlos de Montúfar había sufrido una fuerte derrota en Ibarra a manos del coronel Juan de Sámano. El radicalismo quiteño no cesó, el 11 de diciembre proclamaban su independencia y el 15 de febrero de 1812 aprobaban una Constitución propia.
Caicedo exigió la entrega del oro, viajando a Quito el 4 de enero de 1812, pero como el gobierno se negó y los neogranadinos estaban más ocupados luchando contra las guerrillas de patianos, volvió a San Juan, arribando el 13 de mayo. Sucedía que la victoria sobre los pastusos fue breve, pues los guerrilleros patianos atacaron Popayán el 27 de abril, pero fueron vencidos por Alejandro Macaulay. Sin embargo, se dirigieron a San Juan anunciando haber vencido, lo que les ganó el apoyo popular y llevó a un combate en las calles de la ciudad que acabó con la capitulación de Caicedo el 20 de mayo.